# Dermophis parviceps
Espèce
Synonymes
- Siphonops parviceps Dunn, 1924

Statut de conservation UICN

 LC  : Préoccupation mineure
Dermophis parviceps est une espèce de gymnophiones de la famille des Dermophiidae.

## Répartition
Cette espèce se rencontre entre 40 et 1 200 m d'altitude :
- sur le versant Atlantique du Costa Rica ;
- sur le versant Atlantique de la moitié Ouest du Panamá ;
- dans le nord de la Colombie.

## Publication originale
- Dunn, 1924 : New amphibians from Panamá. Occasional Papers of the Boston Society of Natural History, vol. 5, p. 93-95 (texte intégral).